# Bernhard Lehmann
Bernhard Lehmann   (Großräschen, 11 de gener de 1948) és un pilot de bob alemany, ja retirat, que va competir sota bandera de la República Democràtica Alemanya durant les dècades de 1970 i 1980.
Durant la seva carrera esportiva va prendre part en tres edicions dels Jocs Olímpics d'Hivern. El 1976, a Innsbruck, formant equip amb Meinhard Nehmer, Jochen Babock i Bernhard Germeshausen, guanyà la medalla d'or en la prova de bobs a quatre del programa de bob. El 1984, a Sarajevo, guanyà la medalla de plata en les dues proves que disputà, el bobs a dos, fent parella amb Bogdan Musiol i el bobs a quatre, fent equip amb Bogdan Musiol, Ingo Voge i Eberhard Weise. Quatre anys més tard, als Jocs de Calgary, disputà els seus tercers i darrers Jocs, en els que guanyà la medalla de bronze en la prova del bobs a dos. En aquesta ocasió compartí equip amb Mario Hoyer.
En el seu palmarès també destaquen una medalla d'or i una de plata al Campionat del món de bob, així com una d'or i una de plata al Campionat d'Europa.